# Anneke Jenkins
Anneke Jenkins (1989) es una deportista neozelandesa que compitió en acuatlón. Ganó una medalla de oro en el Campeonato Mundial de Acuatlón de 2014.

## Palmarés internacional
| Campeonato Mundial | Campeonato Mundial | Campeonato Mundial | Campeonato Mundial |
| Año                | Lugar              | Medalla            | Prueba             |
| ------------------ | ------------------ | ------------------ | ------------------ |
| 2014               | Edmonton (Canadá)  | Medalla de oro     | Individual         |